# 6번 칸
6번 칸(HYTTI NRO 6, COMPARTMENT NO. 6)은 러시아 연방에서 제작된 유호 쿠오스마넨 감독의 2021년 멜로/로맨스 영화이다. 유리 보리소프 등이 주연으로 출연하였다.

## 출연

### 주연
- 유라 보리소프 - 료하 역
- 세이디 하를라 - 라우라 역

### 조연
- 율리야 아우크 - 나탈리아 역
- 디나라 드루카로바 - 이리나 역
- 폴리나 아우그
- 갈리나 페트로바